# لاتوبیکی

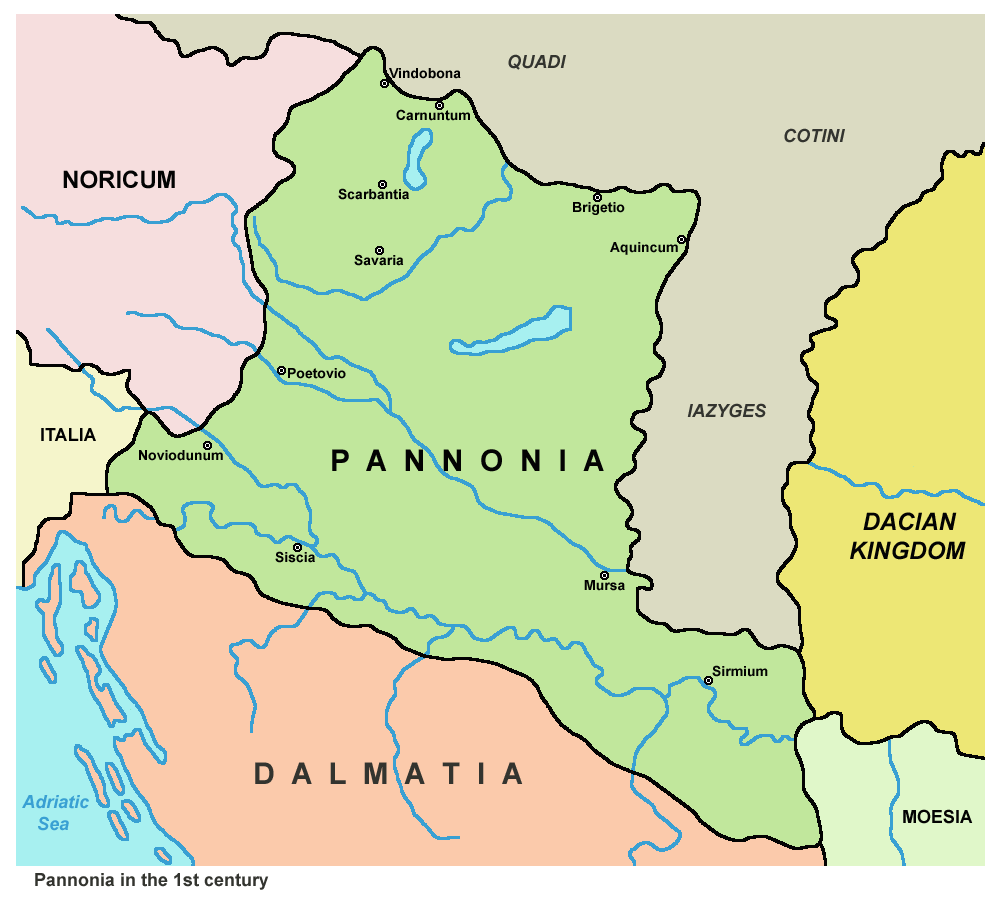
موقعیت استان پانونیا در شمال غربی بالکان که در سده‌های قبل از میلاد محل زندگی مردمان و قبایل سلتی گوناگونی بود.

لاتوبیکی یا لاتوویچی (به زبان گالی: Latobicoi) یک قبیله سلتی بودند که در پانونیای اولیا، در اطراف درنوو امروزی (اسلوونی)، در دوره روم ساکن بودند.

## نام‌شناسی
این قبیله توسط پلینی (قرن اول پس از میلاد) به عنوان لاتوویکی، و توسط بطلمیوسبه عنوان لاتوبیکوی(Λατόβικοι) (قرن دوم پس از میلاد) نام برده شده‌اند و همچنین نامشان به عنوان لاتوبیکی بر روی کتیبه ای از شهر باستانی نویوندونوم (Neviodunum) (درنوو مدرن) در حدود سال‌های ۱۳۰–۱۱۷قبل از میلاد ذکر شده‌است.
نام قومی لاتوبیکی شکل لاتینی شده از لاتوبیکویی از زبان گال‌ها است که از ریشه *لاتو- به معنای خشم، شور و شوق گرفته شده‌است، احتمالاً پس از نام خدای سلتیک لاتوبیوس(*Lātu-biyos 'مهاجم خشمگین'). پیر ایوز لمبرت معتقد است که لاتوبیکی به عنوان «مشتق شده از لاتوبیوس» در نظر گرفته شود.
یک قبیله همنام به نام لاتوبریگی (یا لاتوبیچی)، در شمال غربی نزدیک هلوتی‌ها ساکن بودند. اینکه آیا این دو قبیله واقعاً مرتبط بودند یا حتی یکسان بودند، مورد بحث باقی مانده‌است.